# Reliance-Majestic Studios

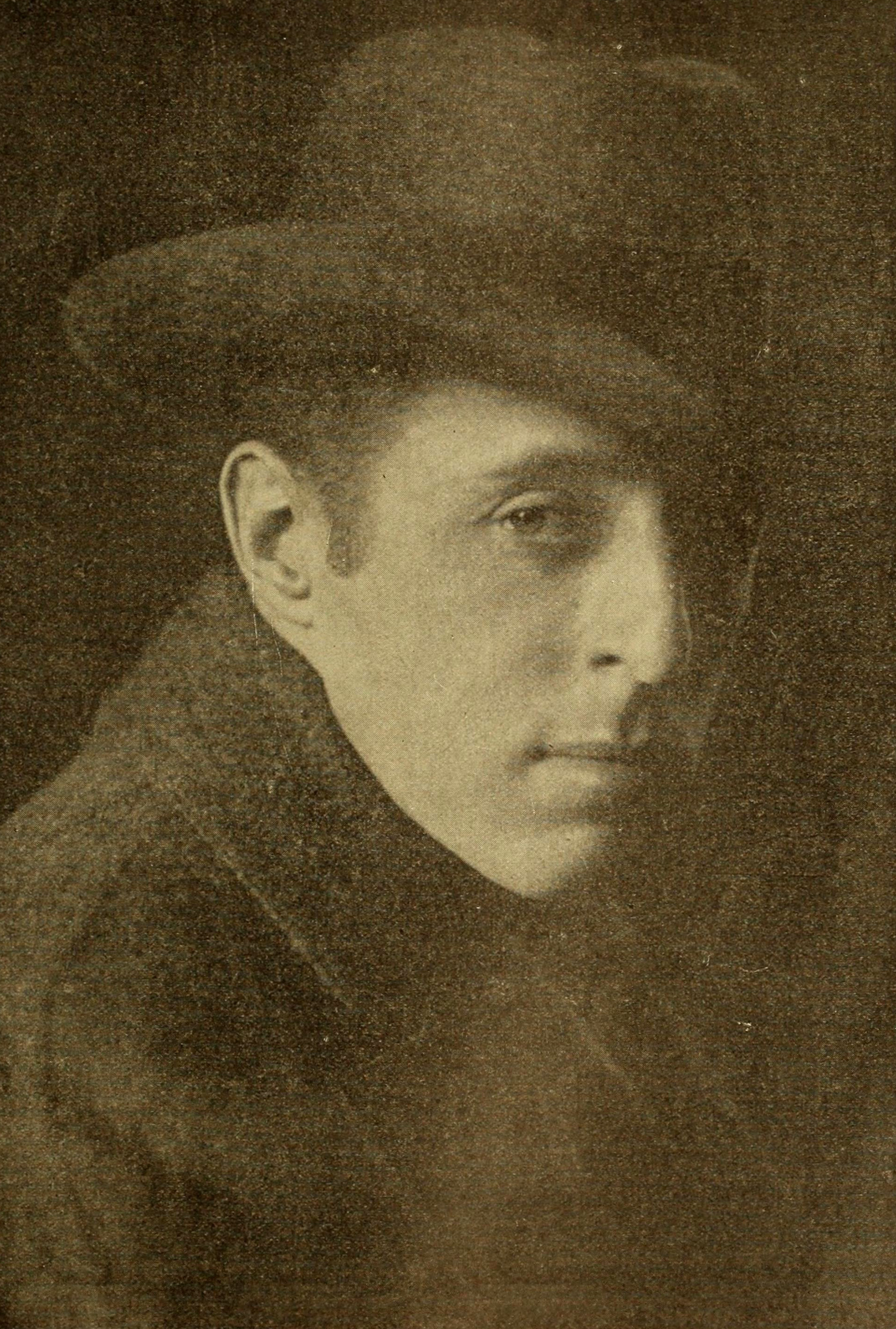
D. W. Griffith, diretor que se tornou responsável pelo Reliance-Majestic Studios, a partir de 1913.

Reliance-Majestic Studios, conhecida posteriormente como Fine Arts Film Company, foi uma companhia cinematográfica estadunidense inicialmente localizada em Hollywood, Califórnia, no 4516 Sunset Boulevard. Foi formada pela integração da Reliance Film Company, que pertencia a Charles O. Bauman e Adam Kessel; da Majestic Motion Pictures Company, que pertencia a Harry Aitken; e do conhecido diretor D. W. Griffith.
A Reliance-Majestic atuava em parceria com a Mutual Film Corporation, cujo presidente era Harry Aitken, e que fazia a distribuição de seus filmes. Posteriormente a Reliance-Majestic foi chamada de Fine Arts Film Company, e ficou conhecida, algumas vezes, como Griffith Studio ou Griffith Artcraft Studio.

## Formação da Reliance-Majestic
Em 1911, Harry Aitken, então presidente da Mutual Film Corporation, comprou a Reliance Film Company de Charles O. Baumann e, em outubro de 1913, a Mutual contratou D. W. Griffith como encarregado dos estúdios Reliance e Majestic, formando o Reliance Majestic Studios, através da parceria estabelecida entre Harry Aitkens, D. W. Griffith e a Reliance Films, de Bauman e Kessel. Posteriormente, porvavelmente a partir de 1916, o estúdio teve seu nome mudado para Fine Arts Studios.
Em 1915, os trabalhadores do Keystone Studios, da Kay Bee Studios (uma subsidiária da New York Motion Picture Company) e da Reliance-Majestic Studio deixaram a Mutual, juntamente com os irmãos Aitken, para formar a Triangle Film Corporation. Agora, como proprietários do antigo estúdio Reliance Majestic Studio, em 1917 o conglomerado passou a operar como distribuidor para quatro estúdios na Califórnia, três dos quais na área de Los Angeles e outro em Santa Bárbara. Eram eles Signal Film Corporation, Vogue Films, Inc., Lone Star Film Company e American Film Company.

## Filmes & Estrelas

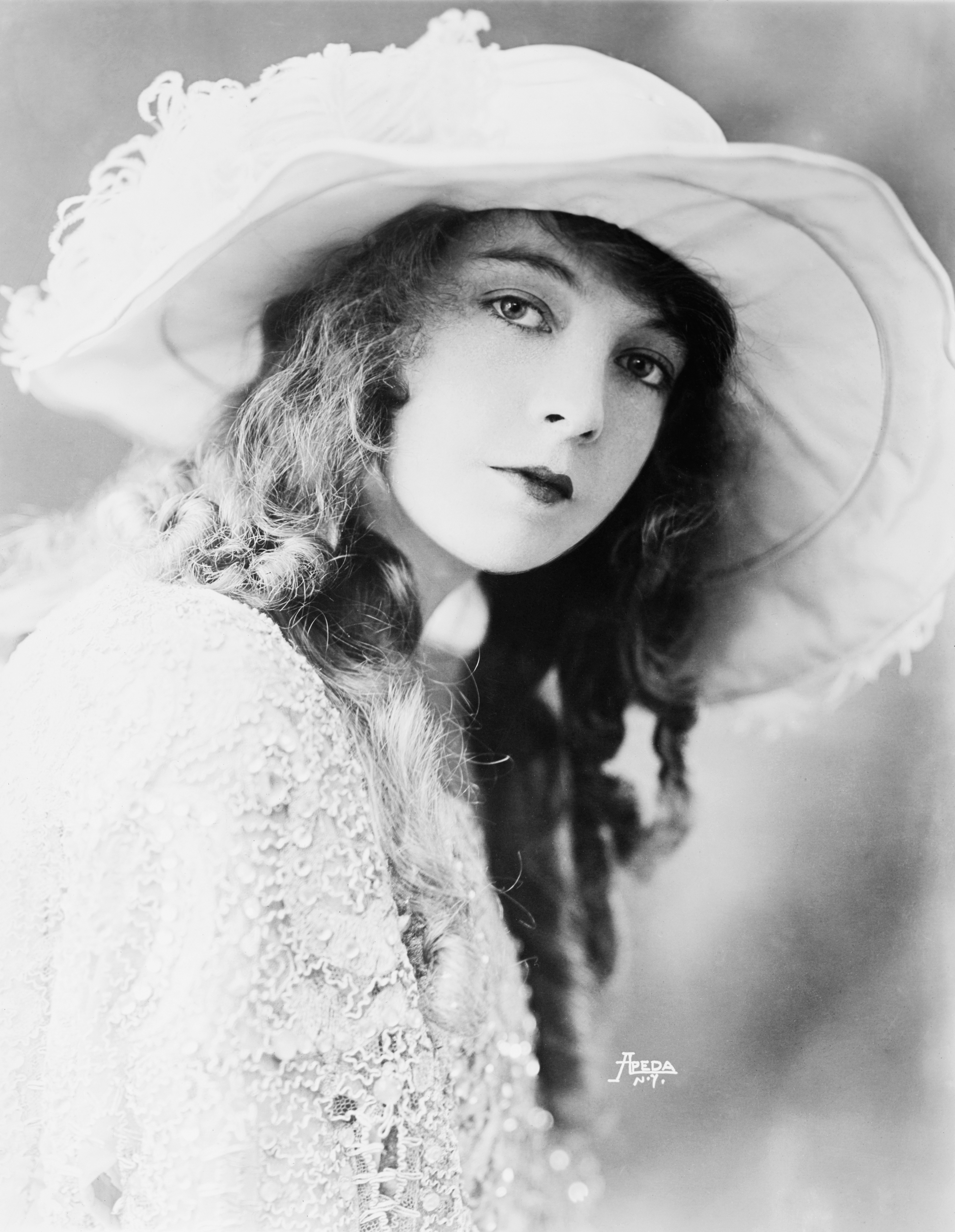
Lillian Gish, uma das estrelas da Majestic, depois da Reliance-Majestic.

Além do talento de Griffith, a Reliance-Majestic contava com diretores como John Emerson, Raoul Walsh, Lloyd Ingraham, Clifford Smith, Christy Cabanne e com estrelas como Lillian Gish, Dorothy Gish, Wallace Reid, Elmo Lincoln, Douglas Fairbanks, Josie Sedgwick e as irmãs Norma e Constance Talmadge, entre outros, muitos deles anteriormente da Majestic.
Os estúdios foram usados por Griffith para seus filmes, e alguns de seus mais famosos filmes, como The Birth of a Nation, de 1915 e Broken Blossoms, de 1919, foram parcialmente filmados nos estúdios da Reliance-Majestic, vindo daí o fato dos estúdios serem constantemente chamados de Griffith Studios.
Inicialmente os filmes eram creditados pela Reliance-Majestic, ou apenas pela Majestic ou Reliance, mas posteriormente, a partir de 1916, pela Fine Arts Film Company, que creditou 85 filmes, sendo o primeiro Home from the Sea, em 1915, dirigido e estrelado por Raoul Walsh. Seguiram-se filmes como The Lamb (1915), com Douglas Fairbanks; The Lily and the Rose (1915), escrito por D. W. Griffith e estrelado por Lillian Gish; Old Heidelberg (1915), estrelado por Dorothy Gish e Wallace Reid, e dirigido por John Emerson; The Children in the House (1916), com Norma Talmadge, entre outros. Destacam-se filmes como Don Quixote, de 1915, Martyrs of the Alamo, de 1915 e Might and the Man, de 1917. O último filme creditado pela Fine Arts foi In Slumberland, lançado em 22 de julho de 1917. A distribuição dos filmes era feita pela Triangle Distributing.

## Filmografia parcial da Fine Arts Film Company

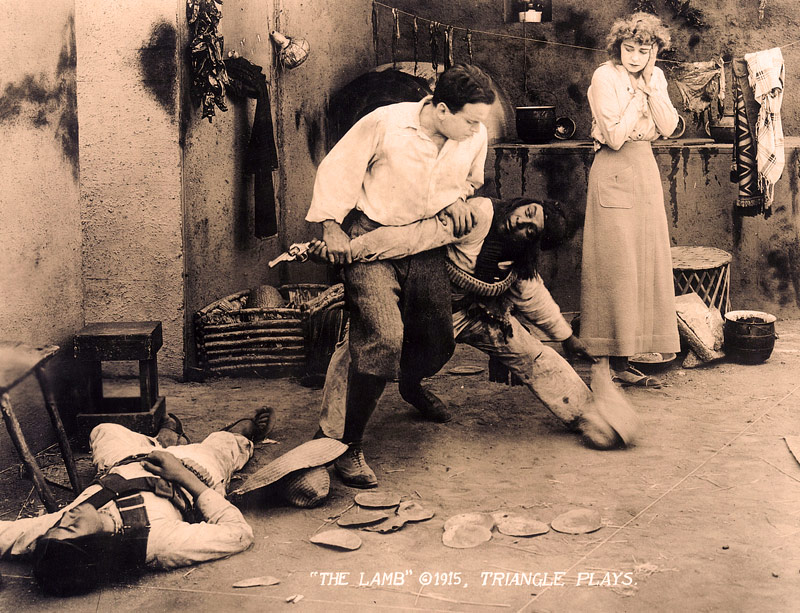
Cena do filme The Lamb, com Douglas Fairbanks, em 1915, creditado pela Fine Arts Film Company.

Fonte:
- Home from the Sea (1915)
- The Lamb (1915)
- The Lily and the Rose (1915)
- Old Heidelberg (1915)
- Don Quixote (1915)
- The Good Bad Man (1916)
- The Children in the House (1916)
- An Innocent Magdalene (1916)
- Pillars of Society (1916)
- The Social Secretary (1916)
- The Bad Boy (1917)
- Her Official Fathers (1917)
- Hands Up! (1917)
- Souls Triumphant (1917)
- In Slumberland (1917)

## Reliance Film Company
Reliance Film Company ou Reliance Motion Picture Company foi uma companhia cinematográfica estadunidense que atuou na era do cinema mudo, entre 1910 e 1916. Foi fundada, assim como várias outras companhias da época, por Charles O. Bauman e Adam Kessel, e a maioria dos seus filmes era distribuída pela Mutual Film Corporation. Em 1913, foi uma das companhias agregadas para formar a Reliance-Majestic Studios.

### Histórico

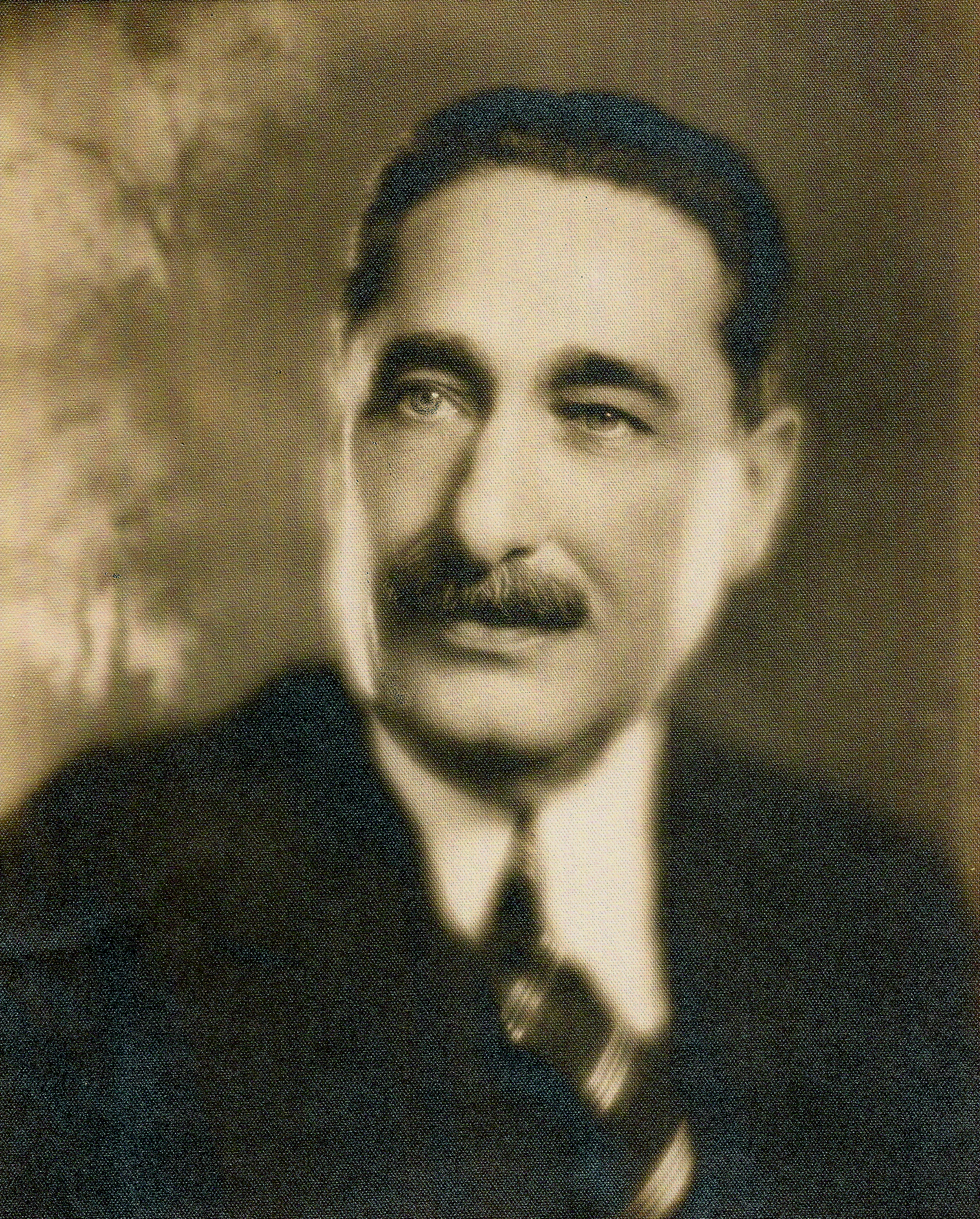
Charles O. Bauman, fundador do Reliance Film

Charles O. Baumann fundou várias companhias cinematográficas, entre elas a Crescent Film em 1908, a Bison Motion Picture em 1909, a Keystone Film (co-fundada com Mack Sennett). Co-fundou com Adam Kessel a New York Motion Picture (formada em 1909, renomeada New York Motion Picture Corp. em 1914), a Broncho Film Co., a Kay-Bee Film Co., a Domino Film Co., a Mutual Film Corporation, a Kessel-Bauman Motion Picture. Co-fundou com Carl Laemmle e Mark M. Dintenfass a Motion Picture Distributing e a Sales Company em 1910, e foi o fundador, também, juntamente com Adam Kessel, da
Reliance Motion Picture Corporation.

### Filmes da Reliance Film Company
Entre 1910 e 1916, a Reliance produziu 643 filmes, a maioria deles em curta-metragem. O primeiro foi The Gray of the Dawn em 22 de outubro de 1910, e o último foi o drama de Shakespeare Macbeth, estrelado por Herbert Beerbohm Tree e Constance Collier, em 1916. Entre outros filmes conhecidos estão The Eternal Sacrifice (1913), Ashes (1913), A Bad Man and Others (1915), de Raoul Walsh, o seriado Runaway June (1915), em 15 capítulos, e a série Our Mutual Girl, com 52 episódios semanais independentes que foram veiculados entre 19 de janeiro de 1914 e 11 de janeiro de 1915.

### Filmografia parcial da Reliance Film Company

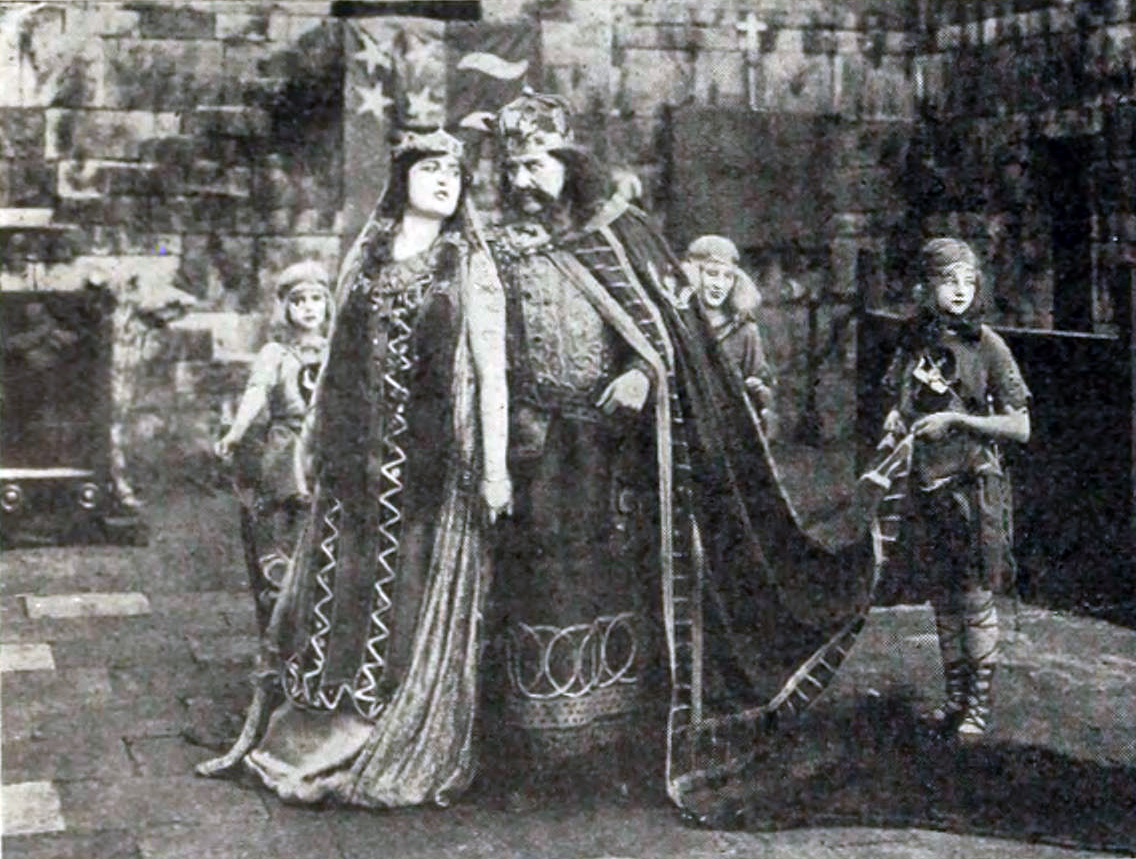
Cena de Macbeth, de 1916, último filme produzido sob o crédito da Reliance Films.

- The Gray of the Dawn (1910)
- Tangled Lines (1911)
- A Country Girl (1911)
- From the Valley of Shadows (1911)
- The Conflict (1911)
- The Turning Point (1911)
- The Injustice of Man (1911)
- The Vows (1911)
- Resignation (1912)
- Solomon's Son (1912)
- The Duel (1912)
- The Secret Service Man (1912)
- A Wife's Battle (1913)
- The Eternal Sacrifice (1913)
- A Rural Romance (1913)
- Ashes (1913)
- A Man and a Woman (1913)
- Our Mutual Girl (1914)
- The Godfather (1914)
- On the Border (1914)
- In the Nick of Time (1914)
- The Green-Eyed Devil (1914)[18]
- A Bad Man and Others (1915)
- Runaway June (1915)
- The Love Pirate (1915)
- The Green Idol (1915)
- A Man and His Mate (1915)
- The She-Devil (1916)
- Macbeth (1916)

## Majestic Motion Pictures Company

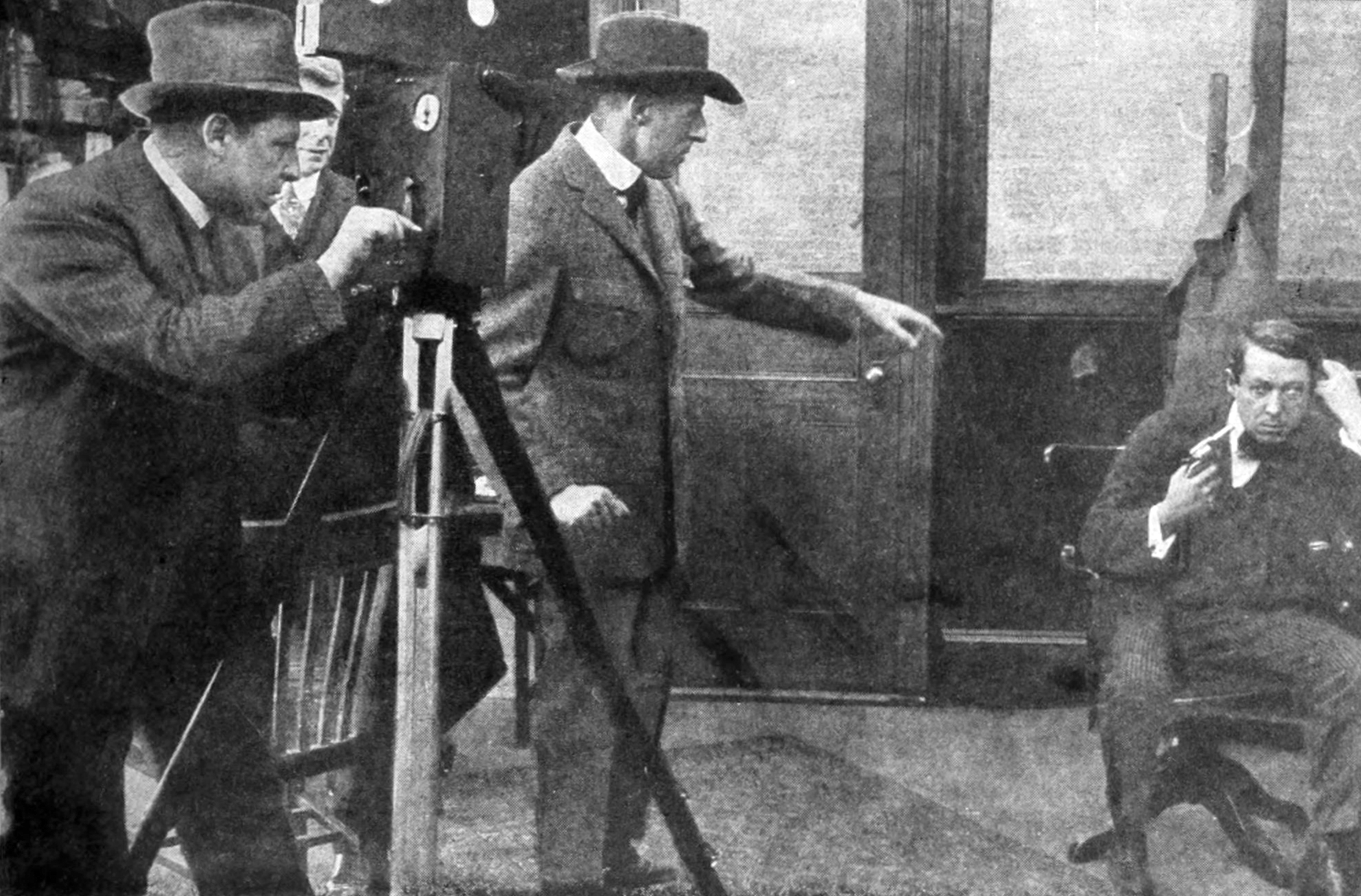
Griffith dirigindo uma cena do filme The Escape, produzido em 1913 e lançado em 1914.

A Majestic Motion Pictures Company foi uma companhia cinematográfica estadunidense que atuou na era do cinema mudo, entre 1906 e 1917, produzindo 474 filmes. Em 1913, foi uma das companhias agregadas para formar a Reliance-Majestic Studios.

### Histórico
A Majestic foi formada em 1906 por John R. Freuler (1872-1958), Harry E. Aitken (1877-1956) e Roy Aitken (1882-1976). Em 1910, Freuler também fez uma parceria com a American Film Company. Em 1912, eles adquiriram a Thanhouser Film Corporation e formaram a Mutual Film Corporation, famosa pelos filmes de Charlie Chaplin.
O primeiro filme creditado pela Majestic foi The Courting of Mary, em 1911, com Mary Pickford e Owen Moore, e o último foi On the Bread Line, em 1915. Muitos filmes realizados pela parceria Reliance-Majestic, formada em 1913, foram creditados pela Majestic, apenas.

### Filmografia parcial da Majestic Motion Picture Company
- The Courting of Mary (1911)
- The Better Influence (1912)
- The Night Riders (1913)

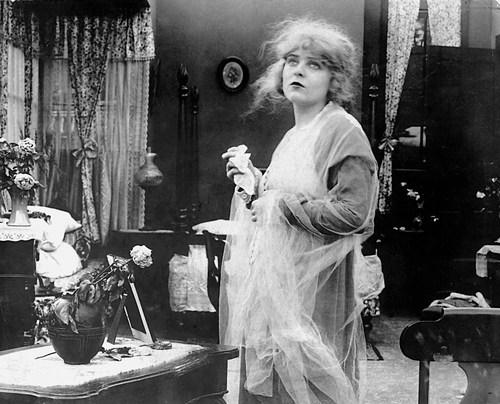
Blanche Sweet em The Avenging Conscience, de 1914.

- The Queen of the Sea Nymphs (1913)
- The Politician (1913)
- House Hunting (1913)
- The Sisters (ou Duel for Love) (1914)
- The Battle of the Sexes (1914)[18]
- The Quicksands (1914)[18]
- The Rebellion of Kitty Belle (1914)[18]
- The Angel of Contention (1914)[18]
- The Folly of Anne (1914)[18]
- The Avenging Conscience (1914)[18]
- Home Sweet Home (1914)[18]
- The Escape (1914)[18]
- Enoch Arden (1915)[18]
- The Lost House (1915)
- Captain Macklin (1915)
- The Mountain Girl (1915)
- On the Bread Line (1915)